# Farm Animal Welfare Council
Le Farm Animal Welfare Council (FAWC, anciennement Farm Animal Welfare Advisory Committee) est un organe consultatif indépendant créé par le gouvernement de Grande-Bretagne en 1979. Le FAWC a publié son rapport final avant sa fermeture le 31 mars 2011. Il a été remplacé par le Farm Animal Welfare Committee. Son but est d'examiner le bien-être des animaux de ferme sur les terres agricoles, leur transport sur les lieux d'abattage, et de conseiller le gouvernement sur les changements qui pourraient être nécessaires. Le conseil comprend divers comités permanents et groupes de travail qui sont consultés largement et ouvertement sur ces questions. Le FAWC est considéré comme pertinent pour le bien-être des animaux d'élevage et prépare des recommandations pour examen par le Conseil. Une fois acceptées, ces recommandations servent de base pour les conseils donnés au gouvernement. La principale force du Conseil réside dans son indépendance pour enquêter sur n'importe quel sujet relevant de sa compétence, et communiquer librement avec les organismes externes, y compris la Commission européenne et le public.
Le conseil a également établi la notion des cinq libertés fondamentales pour le bien-être des animaux de ferme, à savoir :
- Ne pas souffrir de faim et de soif – grâce au libre accès à de l’eau fraîche et à un régime alimentaire apte à entretenir pleine santé et vigueur ;
- Ne pas souffrir de contrainte physique – grâce à un environnement approprié, comportant des abris et des zones de repos confortables ;
- Être indemne de douleurs, de blessures et de maladies – grâce à la prévention ou au diagnostic et au traitement rapide ;
- Avoir la liberté d’exprimer des comportements normaux – grâce à un espace et à des équipements adéquats, et au contact avec des animaux de la même espèce ;
- Être protégé de la peur et de la détresse – grâce à des conditions d’élevage et à un traitement évitant la souffrance mentale.

Ces libertés constituent un schéma de base de la réglementation concernant le bétail, la volaille, etc., au sein de l'Union Européenne.